# 東京新住友ビルディング
東京新住友ビルディング（とうきょうしんすみともビルディング）は、かつて東京都千代田区丸の内に所在したオフィスビルである。大手町交差点の角に住友銀行系の大手町建物が建設し、晩年には「三井住友銀行大手町本部ビル」と称していたが、所在地は丸の内である。2011年に解体され、跡地には超高層建築物の三井住友銀行東館が建つ。

## 歴史
東京駅前の後に住友信託銀行東京支店が置かれた場所にあった住友合資会社が1933年に建設した東京住友ビルディングには、住友銀行や住友信託など連系各社がテナントとして入居し住友の東京の拠点としていたが、太平洋戦争前からスペースが狭いことが問題となっていた。しかも、終戦後の1947年暮には銀行と信託が使用していた1、2階部分を除くほぼすべてのスペースが連合国総司令部（GHQ）に接収の上で改造され、外国人実業家向けの宿舎「ホテルトウキョウ」として使われることになった。
戦後は経済復興とともに東京地区の経済活動がいっそうたかまってきたにもかかわらず、同ビルではスペースの拡張ができないため、住銀東京支店と本店東京事務所は極度の不便を強いられ、東京地区での業績を伸ばすためには、これにかわるあたらしい拠点がどうしても必要となった。
住銀は行名復帰以前から東京地区の新拠点として大規模なビルを建設することを計画し、日本発送電が所有していた永代通りと西側の日比谷通りの交わる大手町交差点の角、皇居前広場を望む約6,300㎡の土地を買収。1953年6月に新ビルの建設、管理にあたる会社として大手町建物（現：銀泉）を住銀関係者と解散した日本発送電関係者による折半出資で設立した。
住友合資会社工作部の流れを汲む日建設計工務（現：日建設計）が設計、清水建設が施工を手掛けたビルは、地上9階、地下3階、延床面積約50,000㎡で「東京新住友ビルディング」と命名され、住友グループにおける新しい東京の拠点として、複数の住友系企業が入居した。なお、日本発送電関係者の保有していた大手町建物の株式は、着工前の1954年9月、すべて住銀および住銀関係者にゆずりわたされた。

### 増築・改称
東京新住友ビルディングは、入居各社の業容拡大にともない手狭になったので、1971年に地上12階に増築された。その後、同居していた各社はより広いスペースをもとめて相次いで移転して住銀だけが使用するようになり、1984年1月、「住友銀行東京本部ビルディング」と改称され、1985年4月から住銀の単独所有となり、2001年のさくら銀行との合併に伴い、「三井住友銀行大手町本部ビル」と称するようになった。
こののち大手町本部ビルは特定目的会社大手町キャピタル有限会社の所有となったが、2007年3月23日に三井住友銀行が取得している。大手町キャピタルには、住友不動産全額出資のエスエフピー投資有限会社が匿名組合出資していた。
2010年、日比谷通りを挟んだ日本鋼管本社ビル跡地に「三井住友銀行本店ビルディング」が竣工。本店ビル竣工を機に、大手町本部ビル、日比谷三井ビルディング、東京宝塚ビルに分散していた本店機能は新本店ビルに集約となった（一部の業務は大手町一丁目三井ビルディングで行う）。また大手町本部ビルは解体され、跡地に2015年、「三井住友銀行東館」が完成した。

## 建築
外壁は花崗岩、竜山石および擬石で仕上げられている。南北に通る内堀通りに面して正面玄関とエレベーターホールがあり、基準階ではそれを挟んでコの字型に南北にオフィスフロアが設けられる。外部に面した窓など開口部には全てシャッターが設けられ、防音や防災に配慮されている。本建物は、建築業協会主催の第1回BCS賞を受賞している

## 入居企業
竣工当初は、下記のように住友グループの複数の企業が拠点を構えていた。
（北側）
- 9階 - 大手町建物・住友倉庫
- 8階 - 日本電気
- 7階 - 住友金属
- 6階 - 住友化学
- 1～5階 - 住友銀行

（南側）
- 8階 - 住友機械
- 7階 - 住友金属
- 1～6階 - 住友商事